# Инея
Инея — река в России, протекает по территории Юринского района Республики Марий Эл. Устье реки находится в 77 км по правому берегу реки Ветлуги. Длина реки составляет 25 км, площадь водосборного бассейна 110 км².
Исток расположен в заболоченном лесу близ границы с Нижегородской областью в 33 км к северо-западу от посёлка Юрино. Река течёт на северо-восток по ненаселённому заболоченному лесу. В среднем течении в 2 км от реки деревня Круглово. Крупнейший приток — Арбаж (левый). В нижнем течении река делится на рукава, впадает в Ветлугу ниже села Красная Люнда.

## Данные водного реестра
По данным государственного водного реестра России относится к Верхневолжскому бассейновому округу, водохозяйственный участок реки — Ветлуга от города Ветлуга и до устья, речной подбассейн реки — Волга от впадения Оки до Куйбышевского водохранилища (без бассейна Суры). Речной бассейн реки — (Верхняя) Волга до Куйбышевского водохранилища (без бассейна Оки).
Код объекта в государственном водном реестре — 08010400212110000043847.